# Hypsiboas benitezi
Espèce
Synonymes
- Hyla benitezi Rivero, 1961

Hypsiboas benitezi est une espèce d'amphibiens de la famille des Hylidae.

## Répartition
Cette espèce se rencontre :
- au Brésil dans les États d'Amazonas et du Roraima ;
- au Venezuela sur le Cerro Duida, le Cerro Marahuaca, le Cerro Jaua et le Cerro Tapirapecó dans l'État d'Amazonas.

## Description
L'holotype de Hypsiboas benitezi, un mâle adulte, mesure 37 mm. Cette espèce a le dos brun avec des barres transversales brun foncé de largeur variable. Sa face ventrale est orange brillant.

## Étymologie
Cette espèce est nommée en l'honneur de Jaime Benitez de l'Université de Porto Rico.

## Publication originale
- Rivero, 1961 : Salientia of Venezuela. Bulletin of the Museum of Comparative Zoology, vol. 126, p. 1–207 (texte intégral).